# Lavovsko kazalište opere i baleta
Državno akademsko kazalište opere i baleta Solomija Krušeljnicka Lavov nalazi se u Lavovu, kulturnom središtu Ukrajine. 
Izgrađeno između 1897. i 1900. na potopljenoj rijeci Poltvi, nalazi se na Aveniji slobode u starom gradu Lavova, koji je pod zaštitom UNESCO-a. Izvorno izgrađeno kada je Lavov bio dio Austro-Ugarskog Carstva, kazalište je više puta mijenjalo imena tijekom političkih tranzicija. Godine 2000. preimenovano je po poznatoj sopranistici Solomiji Krušeljnickoj.
Arhitekt Zygmunt Gorgolewski pobijedio je na natječaju za dizajn 1895. godine svojim inovativnim planom za zatvaranje rijeke Poltve pod zemljom i korištenje prvog europskog armirano-betonskog temelja. Izgradnja je koštala 2,4 milijuna austrijskih kruna, a financirali su je grad, okolne zajednice i donacije.
Svečano otvorenje 4. listopada 1900. privuklo je kulturne elite, uključujući pisca Henryka Sienkiewicza, skladatelja Ignacyja Jana Paderewskog i slikara Henryka Siemiradzkog. Gala je sadržavala ulomke iz baleta, opere i komičnih predstava. Arhitektonski, kombinira stilove renesansnog preporoda i neobaroka s elementima secesije. Pročelje krase korintski stupovi, kipovi i reljefi, dok unutrašnjost krasi štukature i uljane slike. Istaknuti poljski umjetnici doprinijeli su skulpturama i slikama, uključujući alegorijske figure koje predstavljaju komediju, tragediju i muze, što je čini izložbom zapadnoeuropske umjetnosti s kraja 19. stoljeća.